# Хюллестад
Хюллестад (норв. Hyllestad) — коммуна в губернии Согн-ог-Фьюране в Норвегии. Административный центр коммуны — город Хюллестад. Официальный язык коммуны — нюнорск. Население коммуны на 2007 год составляло 1505 чел. Площадь коммуны Хюллестад — 259,05 км², код-идентификатор — 1413.

## История населения коммуны
Население коммуны за последние 60 лет.

Статистика коммуны Хюллестад